# Мородер, Карин
Карин Мородер (итал. Karin Moroder, род. 30 ноября 1974 года в Больцано, Италия) — известная итальянская лыжница, призёрка Олимпийских игр. Специалистка спринтерских гонок, предпочитает свободный стиль передвижения на лыжах.
В Кубке мира Мородер дебютировала в 1994 году, в декабре 1998 года впервые попала в тройку лучших на этапе Кубка мира в спринте. Всего на сегодняшний момент имеет 3 попадания в тройку лучших на этапах Кубка мира, одно в личных соревнованиях и два в командных. Лучшим достижением Мородер в общем итоговом зачёте Кубка мира является 28-е место в сезоне 2000-01.
На Олимпиаде-1998 в Нагано выиграла бронзу в эстафете, кроме того стала 30-й в гонке на 15 км, и стартовала но не финишировала в гонке на 30 км.
На Олимпиаде-2002 в Солт-Лейк-Сити заняла 26-е место в спринте.
На Олимпиаде-2010 в Ванкувере стала 39-й в спринте.
За свою карьеру принимала участие в пяти чемпионатах мира, но медалей на них не завоёвывала, лучший результат 24-е место в спринте на чемпионате-2001.
Использует лыжи производства фирмы Fischer.